# Las doradas manzanas del sol
Las doradas manzanas del sol (en inglés The Golden Apples of the Sun)
es una colección de veintidós cuentos cortos de Ray Bradbury publicada en 1953.
Recibe su nombre del último cuento del libro, que a su vez lo toma de la última estrofa del poema de W.B. Yeats The Song of Wandering Aengus (La canción de Aengus el errante), en la cual se lee:
| Though I am old with wandering Through hollow lands and hilly lands, I will find out where she has gone And kiss her lips and take her hands; And walk among long warm dappled grass, And pluck till time and times are done The silver apples of the moon, The golden apples of the sun. | Aunque estoy viejo de vagar A través de tierras vacías y de tierras montañosas, Descubriré a dónde ella ha ido Y besaré sus labios y tomaré sus manos; Y caminaré entre el cálido, largo y moteado pasto, Y desplumaré hasta que se hagan el tiempo y los tiempos Las plateadas manzanas de la luna, Las doradas manzanas del Sol. |

El libro fue publicado originalmente en 1953 con veintidós historias. Una edición semi-omnibus de la colección 1953 y de R is for Rocket fue publicada en 1990 por la editorial Bantam Books como Classic Stories 1 (Historias Clásicas 1), que omitió cuatro historias de Las doradas manzanas del sol y una de R is for Rocket. La segunda edición de Classic Stories 1 (1995) agregó la historia del título de Las doradas manzanas del sol nuevamente. En 1997, el contenido de la tercera edición de Classic Stories 1 fue retitulado y nombrado Las doradas manzanas del sol, siendo publicado por Avon. El libro se publica actualmente bajo el título de El ruido de un trueno y otras historias.
Los veintidós cuentos fueron nuevamente publicados junto a los veintidós cuentos de Remedio para melancólicos (1959) en el libro Twice 22 (1966).

## Contenido
Esta es la relación de los veintidós cuentos publicados en la primera edición de Las doradas manzanas del sol (1953).
| Título en español                    | Título en inglés                    | Año  | Primera publicación                        |
| ------------------------------------ | ----------------------------------- | ---- | ------------------------------------------ |
| La sirena                            | The Fog Horn                        | 1951 | The Saturday Evening Post, 23 de junio     |
| El peatón                            | The Pedestrian                      | 1951 | The Reporter, 7 de agosto                  |
| La bruja de abril                    | The April Witch                     | 1952 | The Saturday Evening Post, 5 de abril      |
| El desierto                          | The Wilderness                      | 1952 | Today, 6 de abril                          |
| La fruta en el fondo del tazón       | The Fruit at the Bottom of the Bowl | 1948 | Detective Book Magazine, otoño             |
| El niño invisible                    | Invisible Boy                       | 1945 | Mademoiselle, noviembre                    |
| La máquina voladora                  | The Flying Machine                  | 1953 | The Golden Apples of the Sun               |
| El asesino                           | The Murderer                        | 1953 | The Golden Apples of the Sun               |
| La dorada cometa, el plateado viento | The Golden Kite, the Silver Wind    | 1953 | Epoch, invierno                            |
| Nunca más la veo                     | I See You Never                     | 1947 | The New Yorker, 8 de noviembre             |
| Bordado                              | Embroidery                          | 1951 | Marvel Science Fiction, noviembre          |
| El gran juego blanco y negro         | The Big Black and White Game        | 1945 | The American Mercury, agosto               |
| El ruido de un trueno                | A Sound of Thunder                  | 1952 | Collier's, 28 de junio                     |
| El ancho mundo allá lejos            | The Great Wide World Over There     | 1952 | Maclean's, 15 de agosto                    |
| La fábrica                           | Powerhouse                          | 1948 | Charm, marzo                               |
| En la noche                          | En la Noche                         | 1952 | Cavalier, noviembre                        |
| Sol y sombra                         | Sun and Shadow                      | 1953 | The Reporter, 17 de marzo                  |
| El prado                             | The Meadow                          | 1953 | The Golden Apples of the Sun               |
| El basurero                          | The Garbage Collector               | 1953 | The Nation                                 |
| El gran incendio                     | The Great Fire                      | 1949 | Seventeen, marzo                           |
| Hola y adiós                         | Hail and Farewell                   | 1953 | Today (Philadelphia Enquirer), 29 de marzo |
| Las doradas manzanas del sol         | The Golden Apples of the Sun        | 1953 | The Golden Apples of the Sun               |